# Szenteczki Zita
Szenteczki Zita (Budapest, 1991. június 5. –) Junior Prima díjas magyar színházrendező, színész.

## Életpályája
1998–2006 között a Gyermekek Háza Alternatív Alapozó Iskola, 2006–2007-ben Klebelsberg Kuno Általános Iskola és Gimnázium nyelvi előkészítőjében tanult. 2005–2007 között a Földessy Margit Drámastúdióba is járt. 2007–2011 között Városmajori Gimnáziumban tanult. 2011–2012-ben a Marosvásárhelyi Művészeti Egyetem színész szakos hallgatója volt. 2012–2017 között a Színház- és Filmművészeti Egyetemen tanult, rendező szakon. 2017-től szabadúszó rendező. 2014-ben saját együttest alapított, Maszkaron Társulat néven, Markó Róberttel közösen.

## Főbb rendezései
- Médeia (Pinceszínház, 2023)
- Ki ölte meg az apámat? (FÜGE, 2023)
- Perplex (Szkéné Színház, 2023)
- Született: Wágner Emese (Jurányi Inkubátorház, 2023)
- Ikrek hava (2022)
- Pesti Coco (2021)
- Saját drive (Füge Produkció, 2021)
- Törvényen belül (2020)
- Gyere haza, Mikkamakkaǃ (Mesebolt Bábszínház, 2020)
- Édes Anna (Örkény Színház, 2019)
- Angyali üdvözlet (Stúdió "K" Színház, 2019)
- Mit keresett Jakab az ágy alatt? (Budapest Bábszínház, 2018)
- A kék madár (Budapesti Operettszínház, 2018)
- Pionírszív (Örkény Színház, 2018)
- Szegény Dzsoni és Árnika (Budapesti Operettszínház, 2017)

## Díjai, elismerései
- Junior Prima díj (2020)[6]